# Wełyka Cwila
Wełyka Cwila (ukr. Велика Цвіля) – wieś na Ukrainie, w obwodzie żytomierskim, w rejonie emilczyńskim, nad rzeką Hat´. W 2001 roku liczyła 870 mieszkańców.